# غزمنزل
غزمنزل (بالفارسية: گزمنزل) هي منطقة سكنية تقع في قسم باهوكلات الريفي (مقاطعة تشابهار) في إيران. يقدر عدد سكانها بـ 970 نسمة بحسب إحصاء 2016.